# Касим (сибірський хан)
Касим (Казим)-хан (*д/н — 1530) — 3-й володар Сибірського ханства у 1516—1530 роках.

## Життєпис
Походив з династії Тайбугидів (Тайбугінів). Син хана Мухаммеда. Посів трон після смерті стриєчного брата — хана Ангіша. Відомостей про нього обмаль. Ймовірно, з одного боку, боровся проти Муртази-султана з династії Шибанідів, що мав володіння на південному заході від Сибірського ханства, а також намагався приборкати місцевих мурз та зміцнити владу над залежними князівствами ханти і мансі. 
За різними версіями для зміцнення союзу з ногаями одружився з сестрою Ісмаїл-бея або одружив свого сина Єдигера з донькою останнього.
1530 року Касим-хана вбито внаслідок змови мурз, але точні обставини невідомі. Його сини Єдигер і Бек-Булат помстилися вбивцям батька, ставши співправителями Сибірського ханства.